# Liodon

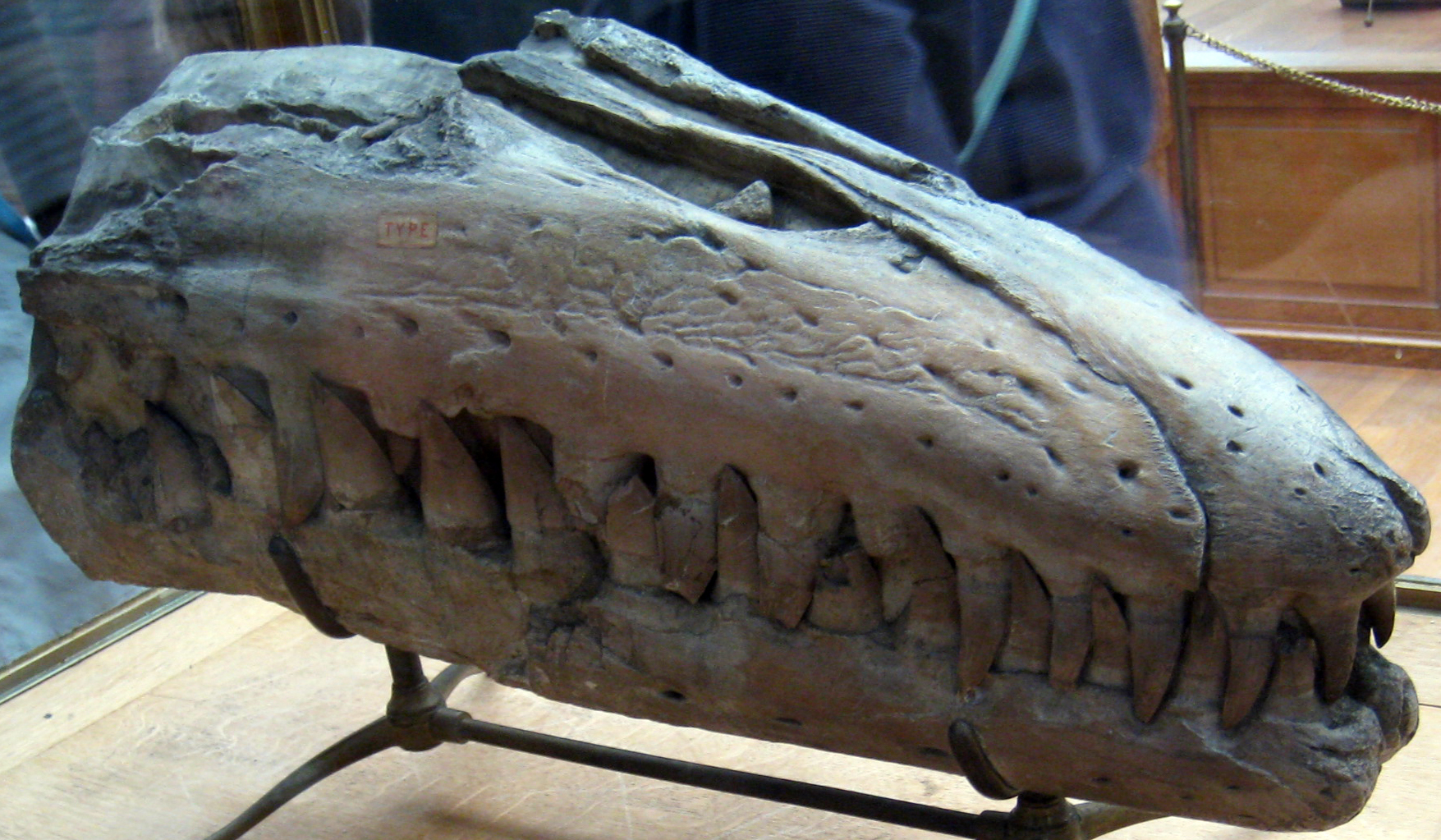
Fragmento de mandíbula de Liodon mosasauroides, Museo Nacional de Historia Natural de Francia, París

Liodon ("diente liso") es un género dudoso de mosasáurido del Cretácico Superior. Restos asignados a este género han sido hallados en África, Asia, Europa, Norteamérica y Suramérica, así como en Nueva Zelanda. Aunque dudoso y de afinidades filogenéticas inciertas, Liodon fue históricamente un taxón muy importante en la sistemática de los mosasáuridos, siendo uno de los géneros en los que se erigió la familia Mosasauridae.

## Descripción

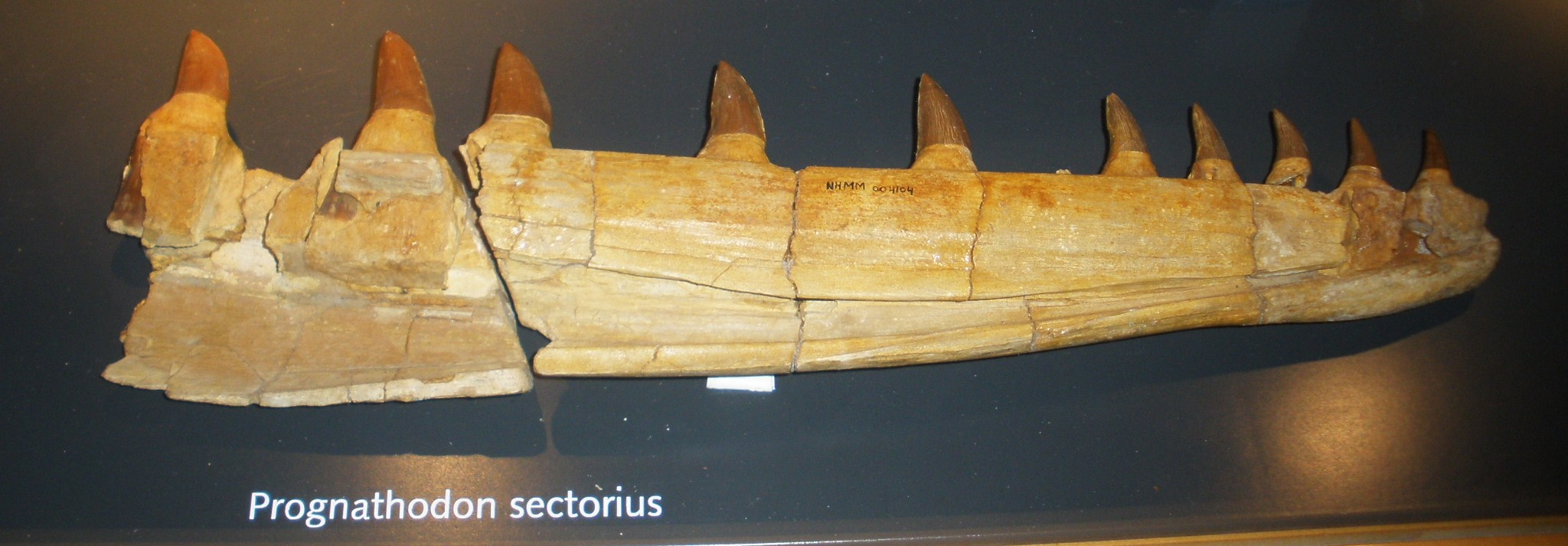
Mandíbula de L. sectorius

Gaudey en 1892 enumeró las siguientes características inequívocas para el género en la descripción de la especie L. compressidens: "Premaxilar con rostro pequeño presente en sentido anterior a los dientes premaxilares. De trece a catorce dientes en el maxilar. Catorce a dieciséis dientes en el dentario. Tiene una pequeña proyección del dentario anterior al primer diente dentario. Los dientes mandibulares se hacen mucho más comprimidos y bicarinados posteriormente, las superficies de esmalte son lisas".
La especie tipo de Liodon, L. anceps, se basa solo en un fragmento de mandíbula que tiene dos dientes. Los dientes eran bicarinados simétricamente y de superficies lisas, las cuales dan al género su nombre. Además del espécimen tipo, pocos especímenes adicionales se han asignado a L. anceps pero varios autores han sugerido que L. anceps es congenérico con Hainosaurus, un miembro de la subfamilia Tylosaurinae, con base en las similitudes de sus dientes. Liodon compressidens, conocido de yacimientos de edad del Campaniense de Francia, es mejor conocido que L. anceps y es claramente un mosasáurido mosasaurino. La especie L. sectorius, conocida de la Formación Navesink de Nueva Jersey en Estados Unidos, se basa en restos fragmentarios, principalmente dientes, y parece representar una especie intermedia entre L. compressidens and L. mosasauroides.

## Clasificación

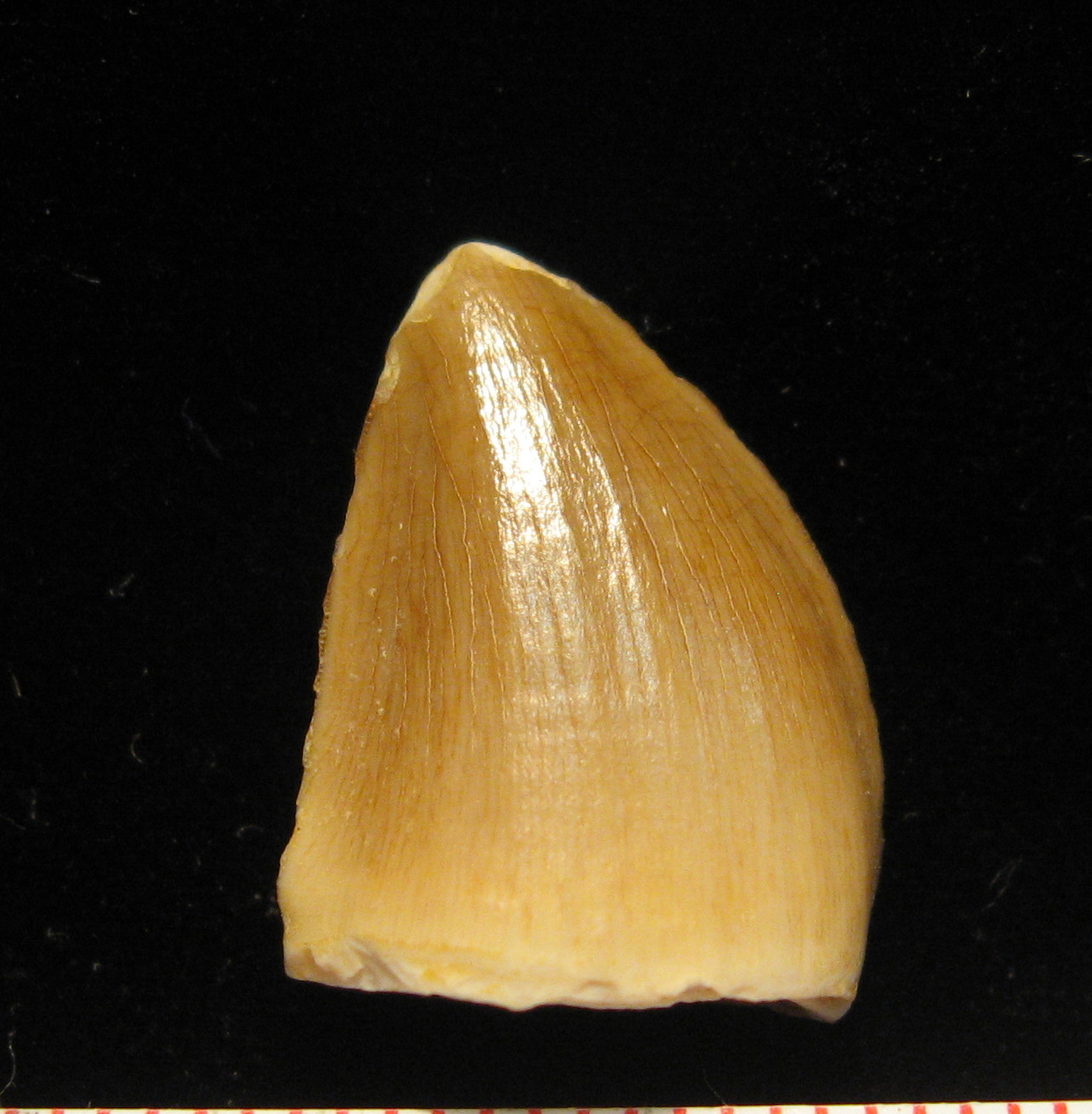
Diente de L. anceps

Liodon anceps fue nombrada por Richard Owen en 1841 como "Leiodon anceps" y su descripción se basó en solo dos fragmentos de dientes y una pequeña porción del correspondiente hueso mandibular. Owen reconoció que los dientes eran más parecidos a los de Mosasaurus que a los de cualquier otro reptil conocido en esa época. En 1846, Louis Agassiz señaló que el nombre del género ya había sido utilizado por el pez Leiodon y por lo tantoreemplazó el nombre del género con Liodon.
Liodon fue uno de los géneros originales incluidos dentro de la familia Mosasauridae en su creación en 1853, junto con el propio Mosasaurus, Onchosaurus (más tarde reconocido como un pez batoideo), Oplosaurus (un dinosaurio saurópodo), Macrosaurus (un mosasáurido que históricamente ha sido un "cajón de sastre") y Geosaurus (un crocodiliforme  talatosuquio).
Russell (en 1967) consideró que Liodon se trataba de un mosasaurino y un miembro de la tribu Mosasaurini junto con Clidastes, Mosasaurus, Amphekepubis (un género dudoso) y Compressidens (más tarde renombrado como Carinodens).
Con la descripción de tres especies adicionales para este género en la segunda mitad del siglo XIX: L. sectorius, L. compressidens y L. mosasauroides, Lingham-Soliar (1993) sugirió que a Liodon se le podría dar una diagnosis de género apropiada. Sin embargo, Schulp et al. (2008) señalaron que en el presente el espécimen tipo de Liodon anceps (BMNH 41639) ha perdido sus dientes, en los cuales se encontrarían los rasgos diagnósticos que supuestamente unificaban a las especies del género, y por lo tanto consideraron el género como un nomen dubium. Debido a las similitudes con una especie por entonces recientemente descrita de Prognathodon, P. kianda, las otras tres especies de Liodon adicionales a la especie tipo (L. sectorius, L. compressidens y L. mosasauroides) fueron entonces asignadas a Prognathodon. Además en repetidas ocasiones se encontró que especie "Prognathodon" kianda era un mosasaurino más basal que Prognathodon y probablemente constituye un género separado por sí mismo, mientras que la clasificación filogenética de L. sectorius y L. compressidens continúa siendo sumamente incierta. "Liodon" mosasauroides es aparentemente referible a un género de la época del Maastrichtiense, Eremiasaurus con base en comparaciones morfológicas sin publicar que fueron reportadas en un resumen del congreso de la Society of Vertebrate Paleontology por Mohr et al. (2019).